# Emissiehandel

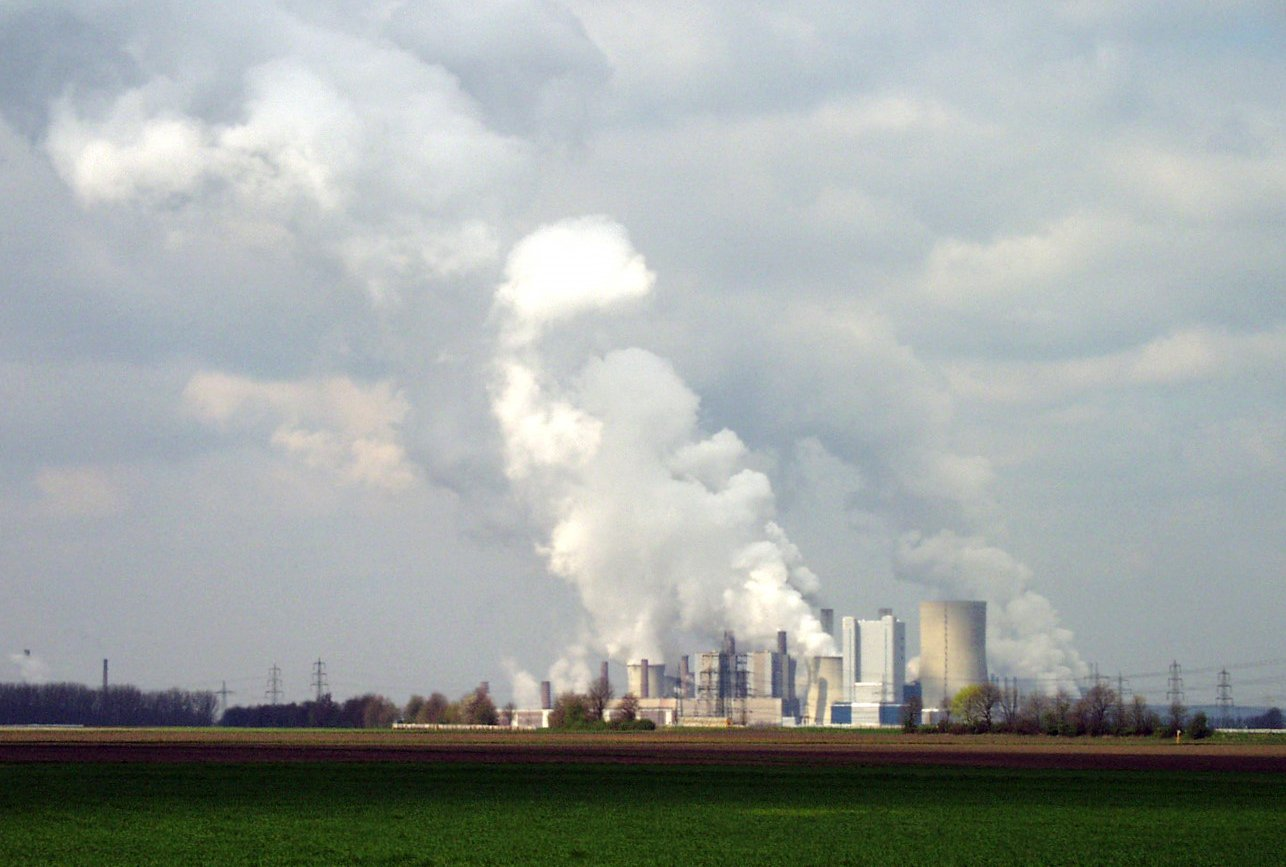
Elektriciteitscentrales van minimaal 20 megawatt (MWth) kunnen handelen in emissierechten van CO_{2} en NO_{x}.

Emissiehandel en koolstoftaksen wereldwijd (2021)
Emissiehandel geïmplementeerd of gepland
Koolstoftaks geïmplementeerd of gepland
Emissiehandel of koolstoftaks wordt in overweging genomen

Emissiehandel is de handel in emissierechten. Emissierechten geven landen of bedrijven het recht om bepaalde broeikasgassen of andere schadelijke gassen uit te stoten. Het gaat daarbij om bijvoorbeeld koolstofdioxide (CO2), methaan (CH4), lachgas (N2O), chloorfluorkoolstofverbindingen (cfk's) en bijvoorbeeld stikstofoxiden (NOx). Indien het aantal rechten beperkt is, wordt het voor bedrijven duur om emissies uit te stoten, hetgeen zou moeten leiden tot vergroening van het productieproces en investeringen in hernieuwbare energie.
Meer officieel is emissiehandel de handel in emissieruimte. De emissieruimte geeft aan hoeveel een land of bedrijf van een bepaald gas mag uitstoten (emitteren).
In Nederland registreert en controleert de Nederlandse Emissieautoriteit (NEa) de emissiehandel van NOx- en CO2-rechten voor bedrijven, in België is dat de FOD Leefmilieu, dienst Klimaat. In Vlaanderen wordt het systeem opgevolgd door het Vlaams Energie- en Klimaatagentschap, een verzelfstandigd agentschap van het beleidsdomein Omgeving. 

## Geschiedenis van emissiehandel in Nederland
In Nederland is in de jaren 1990 onderzoek naar verhandelbare emissierechten (VERs) gedaan. In 1998 is advies hierover aan de overheid uitgebracht. Modellen voor persoonlijk vervoer zijn uitgewerkt door Andries Nentjes en Piet Rietveld. Op basis van een gezamenlijk model is in 1999 een raadsadvies uitgebracht, dat in 2000 weer de grondslag vormde voor het Nationaal Verkeers- en Vervoersplan. Dit model vond geen ingang: het was te effectief om politiek haalbaar te zijn.

## Emissiehandel door Nederland
Deze emissiehandel vloeit voort uit het Kyotoprotocol. Nederland heeft zich verplicht om de uitstoot van broeikasgassen in de periode 2008-2012 met 6% te verminderen ten opzichte van 1990.
In Kyoto is ook besloten dat industrielanden een deel van hun reductieverplichting via maatregelen in het buitenland mogen realiseren. Daarvoor bevat het Kyotoprotocol 3 instrumenten of mechanismen:
1. het clean development mechanism (CDM),
2. joint implementation (JI) en
3. emissiehandel.

Er zijn drie redenen voor emissiehandel:
1. Nederland heeft in internationaal verband afgesproken de uitstoot van broeikasgassen (onder andere CO2) en verzurende gassen (onder andere NOx) verder terug te dringen. Emissiehandel vermindert de uitstoot. Daardoor levert de industrie met emissiehandel een bijdrage aan het behalen van de internationale doelstelling. Zo moet Nederland zijn broeikasgasemissies in 2008-2012 met 6% hebben gereduceerd ten opzichte van 1990, als uitvloeisel van het Kyotoprotocol. Dit komt neer op een emissiereductie van circa 13 Mton CO2-equivalenten ten opzichte van de uitstoot in 1990, van circa 213 Mton CO2-equivalenten. In dit protocol is ook een internationaal systeem van emissiehandel vastgelegd waarin landen onderling emissiereducties kunnen verhandelen.
2. Er is afgesproken dat Nederland in 2010 maximaal 260 kton stikstofoxiden mag uitstoten. Dat is vastgelegd in de zogenaamde NEC-richtlijn van de Europese Unie. De emissie-eisen uit deze richtlijn zijn verplichtend.
3. Een handelssysteem is kostenefficiënt. Voor sommige bedrijven is het erg duur om hun uitstoot te verminderen. Voor andere bedrijven is het reduceren van emissies relatief goedkoop. Ook zijn er bedrijven die al veel geld hebben gestoken in emissiebeperking en dus een overschot aan emissieruimte hebben. Bedrijven waarvoor beperkingen duur zijn, kunnen rechten kopen van bedrijven die relatief weinig geld kwijt zijn aan maatregelen om hun uitstoot te verminderen. Daardoor worden emissies daar beperkt waar dat het goedkoopst is. Hierdoor wordt de uitstoot meer gereduceerd tegen lagere kosten.

Met alleen de overige maatregelen haalt Nederland de afgesproken normen niet. Het klimaatbeleid is in 2002 geëvalueerd. Daaruit blijkt dat het pakket aan maatregelen in de Uitvoeringsnota Klimaatbeleid voldoende is om de Kyotodoelstelling te halen. Na 2010 moet de uitstoot van broeikasgassen verder worden verminderd om een duurzaam emissieniveau te bereiken.
De huidige maatregelen om deze emissie te beperken zijn daarvoor niet toereikend. Emissiehandel is dat wel.

## Problemen in theorie en praktijk
Potentiële problemen hebben te maken met de uitvoering van de emissiehandel. Het grootste probleem doet zich voor bij de invoering. Op dat moment moeten de emissierechten voor het eerst worden verdeeld onder de bedrijven die de te verhandelen stoffen uitstoten. Daar bestaan in principe twee methoden voor:
1. De emissierechten worden geveild op een veiling. Volgens milieu-economen is dit het efficiëntst: immers de veiling creëert een transparante markt waardoor de juiste prijs ontstaat. Het probleem is wat te doen met het geld dat de veiling oplevert. Het kan worden benut voor het onderhavige milieuprobleem, maar de betreffende bedrijven willen uiteraard dat dit geld weer ten goede komt aan de sector.
2. De emissierechten worden via een voorafgemaakte afspraak verdeeld. Vaak krijgen de bedrijven evenveel rechten als hun huidige emissies; dit systeem wordt grandfathering of grandparenting genoemd. Dat bevoordeelt bestaande bedrijven, die daarom meestal intensief lobbyen voor grandfathering. Een voorafgemaakte afspraak benadeelt echter nieuwe toetreders tot de markt en het duurt ook veel langer voordat er een realistische marktprijs tot stand komt. Een gratis toedeling van emissierechten is extra voordelig van aandeelhouders van bestaande bedrijven, omdat ze waarde vertegenwoordigen in de balans van de bedrijven.[9]

Emissiehandel is geen garantie voor een verlaging van emissies. De Engelse term Cap and Trade geeft beter aan hoe emissiehandel werkt als milieumaatregel. Behalve handel moet er ook een cap, een plafond voor de totale hoeveelheid emissies worden gesteld, dat bijvoorbeeld in de loop van de tijd steeds lager komt te liggen. Overheden zijn vaak terughoudend met het vaststellen van dergelijke plafonds, omdat ze bang zijn de belangen van bedrijven te schaden.
De emissierechten in de EU zijn voor het eerst verdeeld via een gratis toedeling van emissierechten (grandfathering) aan bedrijven op basis van hun toenmalige uitstoot. Daarbij is een overschot aan emissierechten ontstaan doordat landen te veel rechten (certificaten) aan bedrijven hebben uitgedeeld. De oorzaak hiervan was dat de EU de emissiedefinitie ("horizontaal" activity based) en data van het European Environmental Agency in Kopenhagen gebruikte, bij toewijzing van emissierechten, terwijl het EU Transactielog emissiedata meet op verticale installatiebasis. Hierdoor was er in de periode 2005-2007 een over-allocatie van 200 miljoen ton emissierechten (10% van de markt) en stortte de prijs in naar nul eind 2007. Door de economische crisis in de jaren 2008 tot en met 2011 daalde bovendien de productie van veel bedrijven, waardoor ze nog meer emissierechten overhielden. Hierdoor leverde het systeem van emissierechten voor bedrijven nog maar nauwelijks een prikkel om de uitstoot te beperken. Voor bedrijven was het in de meeste gevallen goedkoper om emissiecertificaten te kopen en gewoon door te gaan met vervuilen, dan om milieumaatregelen te nemen. Een versnelde verlaging van het totale uitstootplafond zou de situatie kunnen verbeteren, maar hiervoor is onvoldoende politiek draagvlak. Wel zijn een aantal veilingen uitgesteld, waardoor er tijdelijk minder uitstootrechten op de markt waren.

## Werking van de emissiehandel

### NOx
Bedrijven die veel NOx uitstoten krijgen een wettelijke emissienorm, de zogenoemde prestatienorm, opgelegd. Deze norm hangt af van het energieverbruik van de installaties in een bedrijfslocatie en wordt ook wel prestatienorm genoemd. Het gaat voornamelijk om stookinstallaties (fornuizen, ketels) die zelf direct NOx-emissies veroorzaken. Hoe meer brandstof een installatie gebruikt, des te meer NOx-rechten het bedrijf krijgt.
Dit wordt daarom wel een relatief plafond genoemd.
De prestatienorm (performance standard rate of PSR) wordt uitgedrukt in een emissie-eis per eenheid gebruikte energie, om precies te zijn in grammen NOx-emissie per gigajoule (GJ) gebruikte energie (g/GJ). Deze norm is voor alle bedrijven gelijk. Voor procesinstallaties zijn prestatienormen vastgesteld in grammen NOx per ton product.
Bedrijven die meer uitstoten dan de prestatienorm, hebben twee keuzen: ze investeren in maatregelen om hun emissie te verminderen, of ze kopen via emissiehandel extra rechten van bedrijven die hun prestatienorm wel halen.
Het systeem van NOx-emissiehandel richt zich uitsluitend op de zware industrie in Nederland.
Als bedrijven denken meer te gaan uitstoten, dan kunnen ze twee dingen doen:
1. installaties of het productieproces aanpassen zodat minder NOx wordt uitgestoten.
2. het overschot kopen van een bedrijf dat minder uitstoot dan de maximale norm.

### CO2
Bij CO2-emissiehandel krijgen bedrijven een vastgestelde hoeveelheid emissierechten toebedeeld. Dit wordt wel een absoluut emissieplafond genoemd, of, met de Engelse term, een cap. Het systeem van CO2-emissiehandel vloeit voort uit Europese regels. Elke EU-lidstaat moet volgens die EU-regels het systeem van CO2-emissiehandel ontwikkelen.
Er kan dus gehandeld worden tussen bedrijven binnen de Europese Unie.
Uitgangspunt van emissiehandel is dat bedrijven altijd de goedkoopste optie zullen kiezen bij de keuze tussen het zelf terugbrengen van hun emissies of het aankopen van emissierechten. Emissiehandel leidt ertoe dat de uitstoot van gassen daar wordt teruggedrongen waar dat het goedkoopst is.
Voor CO2 werken het ministerie van Economische Zaken, het Ministerie van Infrastructuur en Milieu, provincies en bedrijven aan een plan waarin de grotere bedrijven en industrieën emissierechten krijgen toebedeeld. Dit wordt het toewijzingsplan of allocatieplan genoemd. Het eerste plan loopt van 2005 tot en met 2007.
Eind maart 2004 moet het plan aan de Europese Commissie worden voorgelegd. Volgende plannen hebben telkens een looptijd van 5 jaar.

## Emissiehandel voor bedrijven
Op 1 januari 2005 is in de EU, en dus ook in Nederland, een systeem van CO2-emissiehandel van start gegaan. Op 1 juni 2006 is alleen in Nederland ook emissiehandel in NOx ingevoerd. Deze handel vindt plaats tussen bedrijven in de zware industrie en elektriciteitssector, die veel van deze stoffen uitstoten. De handel in CO2-emissierechten is onderdeel van het klimaatbeleid. Via dit beleid spoort de overheid alle doelgroepen - huishoudens, verkeer, energie- en industriesectoren, landbouw, handel, diensten en overheid – aan om de binnenlandse Kyotodoelstelling te halen.
De handel in NOx-emissierechten is onderdeel van het beleid voor verzuring en grootschalige luchtverontreiniging.
NOx is geen broeikasgas, maar draagt bij aan verzuring en smog. De volgende bedrijven kunnen, per bedrijfslocatie, handelen in NOx-emissieandelen:
- Bedrijven met verbrandingsinstallaties die een totaal thermisch vermogen van minimaal 20 megawatt (MWth) hebben. Het thermisch vermogen geeft aan hoeveel brandstof een installatie maximaal kan verstoken. Het gaat hierbij om raffinaderijen, elektriciteitscentrales en bijvoorbeeld (petro)chemische bedrijven.
- Bedrijven met een bepaalde uitstoot die vrijkomt tijdens het productieproces (procesemissie)
- Bedrijven met combinatie van verbrandings- en procesinstallaties

In CO2-emissierechten kunnen alle bedrijven handelen die emissierechten voor CO2-handel krijgen toebedeeld en de bedrijven die een ‘rechtenrekening’ hebben gekregen. De volgende bedrijven en industrieën krijgen rechten:
- Bedrijven met verbrandingsinstallaties met een totaal thermisch vermogen van minimaal 20 megawatt (MWth). Dit kunnen elektriciteitsbedrijven of chemiebedrijven zijn die een dergelijk vermogen hebben opgesteld. Verder gaat het om raffinaderijen, en cokesovens. Daarnaast vallen hier echter ook onder de bedrijven die ferrometalen produceren en verwerken, die delfstoffen verwerken en die papier, pulp en karton produceren.

Bijlage I bij de Europese richtlijn over de emissiehandel vermeldt alle installaties en de voor de meeste categorieën bijbehorende capaciteitsgrenzen. Voor Nederland gaat het om zo’n 300 bedrijven, die gezamenlijk ongeveer 45% van de Nederlandse broeikasgassen uitstoten en ongeveer 20% van de Nederlandse NOx-emissie voor hun rekening nemen.

## Verplichting
Bedrijven die onder het systeem van emissiehandel vallen, zijn niet verplicht te handelen in emissierechten. Als een bedrijf maatregelen neemt om de emissie te beperken en daardoor (ruim) aan de emissienorm voldoet, hoeft het niet te handelen in emissierechten. Een bedrijf dat echter meer NOx uitstoot dan de wettelijke norm, of meer CO2 uitstoot dan het rechten heeft gekregen, is verplicht om emissierechten te kopen om het teveel aan emissies af te dekken.
Bedrijven zijn weliswaar niet verplicht om in emissierechten te handelen, ze zijn wel verplicht te voldoen aan de eisen voor monitoring en rapportage die voor emissiehandel gaan gelden. Voor NOx-emissiehandel staat deze eisen in het ‘Programma van eisen NOx-monitoring’, voor CO2-emissiehandel in Europese richtsnoeren.
Deze komen ook in een Programma van eisen.
Elk bedrijf moet één keer in de 4 jaar een monitoringsprotocol indienen bij de Nederlandse Emissie-autoriteit (NEa), het centrale bevoegd gezag dat toe gaat zien op emissiehandel. Ook moet een bedrijf elk jaar een emissiejaarrapport indienen dat door een onafhankelijk bureau is geverifieerd.

## Wettelijke regelingen
Er zijn wettelijke regelingen gemaakt om de handel in emissies mogelijk te maken:
- Implementatiewet EG-richtlijn handel in broeikasgasemissierechten (2003/87/EG)
- Besluit handel in emissierechten
- Regeling monitoring handel in emissierechten
- Besluit emissie-eisen stookinstallaties milieubeheer A
- Besluit emissie-eisen stookinstallaties milieubeheer B
- Besluit emissie-eisen NOx-salpeterzuurfabrieken
- Besluit verbranden afvalstoffen (Bva)
- Gewijzigd Nationaal toewijzingsbesluit broeikasgasemissierechten 2005-2007
- Regeling register voor handel in NOx-emissierechten
- Regeling vergoedingen register handel in emissierechten
- Beleidsregels handhaving emissiehandel (boetes en dwangsommen)
- Europese Registerverordening (EG 2216/2004)

Nieuwe hoofdstukken in de Wet milieubeheer (Wm). In de Wm staat thans nog niets over de emissiehandel. Om de emissiehandel te regelen wordt aan deze wet hoofdstuk 16 (emissiehandel) toegevoegd en twee hoofdstukken uitgebreid. Hoofdstuk 2 (Adviesorganen) krijgt een nieuwe invulling. Er wordt een passage opgenomen over de instelling van de Nederlandse Emissieautoriteit (NEa). De NEa gaat toezien op de emissiehandel. In hoofdstuk 18 (Handhaving) wordt ook de handhaving van de emissiehandel toegevoegd. VROM heeft het voorontwerp voor dit wetsontwerp in maart 2003 gepubliceerd.